# Giuseppe Faccin
Giuseppe Gaetano Faccin (Schio, 24 gennaio 1874 – Vicenza, 18 novembre 1916) è stato un pittore italiano, attivo prevalentemente nell'area di Schio e nella provincia di Vicenza.

## Biografia
Giuseppe Faccin, figlio di Agostino e Maria Losco, nonché fratello di don Francesco Faccin, astronomo scledense, ricevette la sua prima educazione a Schio; in giovane età collaborò con il pittore Tommaso Pasquotti, in seguito frequentò la Regia Accademia di Venezia conseguendo il Diploma d'onore. A partire dal 1901 Faccin divenne membro della locale commissione d'ornato. Dal 1911 si trasferì presso Vicenza, sposandosi con Regina Simoni nel 1913; padre di due figlie e cagionevole di salute, continuerà a risiedere a Vicenza sino alla morte.
Tra la fine dell'Ottocento e sino alla prematura scomparsa, Faccin si dedicò alla pittura, prediligendo i soggetti religiosi e dipingendo circa 60 opere su tela e 40 a fresco (tra cui l'Assunzione della Vergine, grande affresco di metri 15 x 5 sulla volta della navata centrale della chiesa parrocchiale di Chiampo, considerato il suo capolavoro), ma si distinse anche realizzando ritratti (come quelli di monsignor Alessandro Saccardo e di monsignor Francesco Panciera conservati nella canonica del duomo di Schio), paesaggi e incisioni (acqueforti, puntesecche e monotipie su rame), valorizzate attraverso una mostra collettiva allestita dal museo civico di Vicenza nel 1916 e purtroppo in parte disperse. Occasionalmente si dedicò anche al restauro di dipinti, in particolare sulle tele presenti nella chiesa di San Giacomo a Vicenza.
Giuseppe Faccin morì dopo una lunga malattia nel novembre 1916.

## Opere

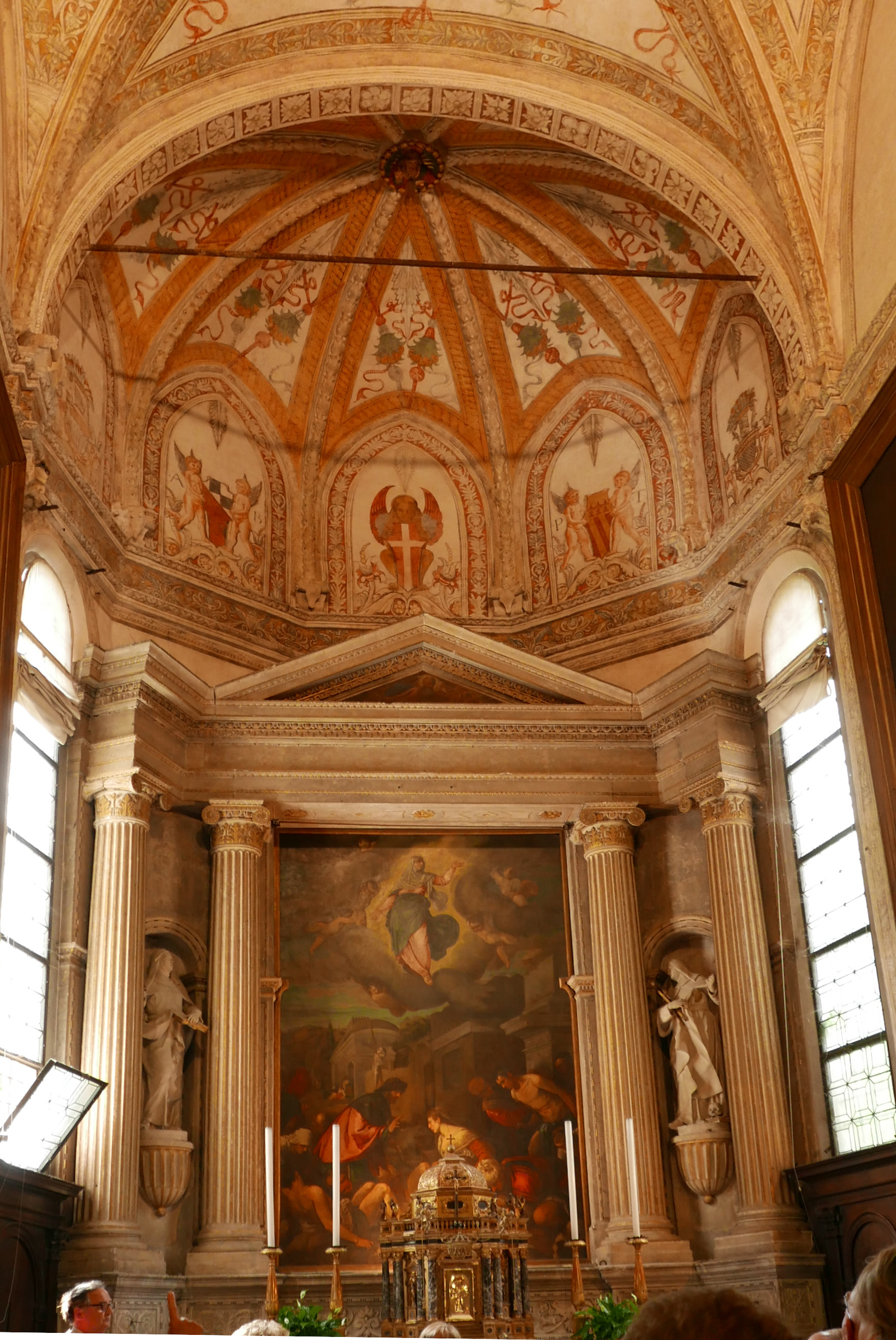
Copia della tela cinquecentesca San Rocco tra gli appestati di Jacopo da Ponte, eseguita nel 1912 per l'altare maggiore della chiesa di San Rocco di Vicenza

- Gloria di Sant'Ulderico, chiesa parrocchiale di Sant'Ulderico a Creazzo
- La disputa di Santa Caterina davanti ai giudici e Il martirio di Santa Caterina (1898) e Sposalizio mistico di Santa Caterina, Gesù tra i bambini e Il battesimo di Gesù nel Giordano (1905), chiesa di Santa Caterina di Tretto di Schio
- San Luigi Gonzaga, Sant'Antonio Abate, Sant'Andrea Teatino e San Carlo Borromeo (1899), chiesa di Santa Maria di Malo
- dodici tele rappresentanti i misteri gaudiosi, dolorosi e gloriosi (fine Ottocento), chiesa di San Michele Arcangelo di Villaga
- Beata Maria Alacoque e Transito di San Giuseppe, Gesù fra i dottori del tempio e Omaggio dei popoli a Cristo (1900), chiesa di Monte Magrè di Schio
- Ultima Cena e Sinite parvulos venire ad me (1900), chiesa parrocchiale di Magrè di Schio
- Gli scledensi incontrano presso San Vito di Leguzzano il corpo di Santa Felicissima Martire (1902), canonica del duomo di Schio
- La Madonna della Neve, San Carlo Borromeo Transito di San Giuseppe, La cena di Emmaus, Martirio di San Marco, La Gloria di San Marco (1906), chiesa parrocchiale di Conco
- La Gloria di San Floriano (1906), chiesa parrocchiale di Valle San Floriano di Marostica
- Sant'Antonio da Padova e San Giovenale inchinati davanti alla Vergine (1907), chiesa parrocchiale di Giavenale di Schio
- Adorazione dei Magi, L'ultima cena e nove tele riportanti episodi evangelici (1907), chiesa parrocchiale di Altissimo
- San Carlo Borromeo e San Luigi Gonzaga (1908) e Assunzione della Vergine (1914), chiesa parrocchiale di Chiampo
- La Gloria di Sant'Andrea (1909), chiesa di Sant'Andrea di Crespadoro
- Sacro Cuore di Gesù fra due Santi (1911), chiesa parrocchiale di Villaganzerla di Castegnero
- Ultima Cena e La proclamazione del dogma dell'Immacolata Concezione (1913) chiesa di Canove di Roana
- Copia di San Rocco tra gli appestati di Jacopo Bassano (1912), chiesa di San Rocco di Vicenza